# Legoland Dubai
A Legoland Dubai (stilizáltan LEGOLAND Dubai) egy tematikus LEGOpark Dubaiban. A park 2016. október 31-én nyitotta meg kapuit. Ez az első Legoland park a Közel-Keleten és a hetedik volt világszerte. 2011-ben Dubailandban nyitotta volna meg kapuit Legoland Dubailand néven, de aztán 2016 októberéig elhalasztották, és most Dubai Parks and Resortsban található Legoland Dubai néven.
A parkot 12 éves és fiatalabb gyermekes családoknak tervezték. A parkban számos különböző csúszdát és más tevékenységet is kínálnak. Mint sok más Legoland témaparkban, a dubaiban is található egy Miniland, ahol több mint 20 millió Lego téglából 15 000 miniatűr modellt készítenek a világ különböző nevezetességeiről és építményeiről. A Legoland Dubai több mint 40 interaktív lehetőséget, showműsort, attrakciót, Lego-építési élményt kínál, és hat tematikus területtel rendelkezik, amelyek egyedülálló élményt, szórakozást és oktatási értékeket nyújtanak.